# 克拉克代尔 (亚利桑那州)
克拉克代尔（英文：Clarkdale），是美国亚利桑那州亚瓦派县下属的一座城市。面积约为10.57平方英里（约合27.4平方公里）。根据2010年美国人口普查，该市有人口4,097人，人口密度为393.1/平方英里。在建制上，该市属于“Town”。